# Stanisław Krzesz
Stanisław Krzesz z Męciny herbu Leliwa (zm. przed 1 marca 1701) – miecznik bracławski, podstarości i sędzia grodzki biecki w latach 1687–1693, komornik ziemski biecki w 1681 roku, podwojewodzi biecki w 1678 roku.
Poseł sejmiku proszowickiego na sejm zwyczajny 1688 roku.